# 大日本報徳社
公益社団法人大日本報徳社（だいにっぽんほうとくしゃ、英語: Public Service Corporation Dainippon Hotokusya）は、二宮尊徳の報徳思想を信条とする日本の公益社団法人。
全国の報徳社を統括している。1875年（明治8年）設立の遠江国報徳社を起源とし、静岡県掛川市に本部を置く。

## 概要

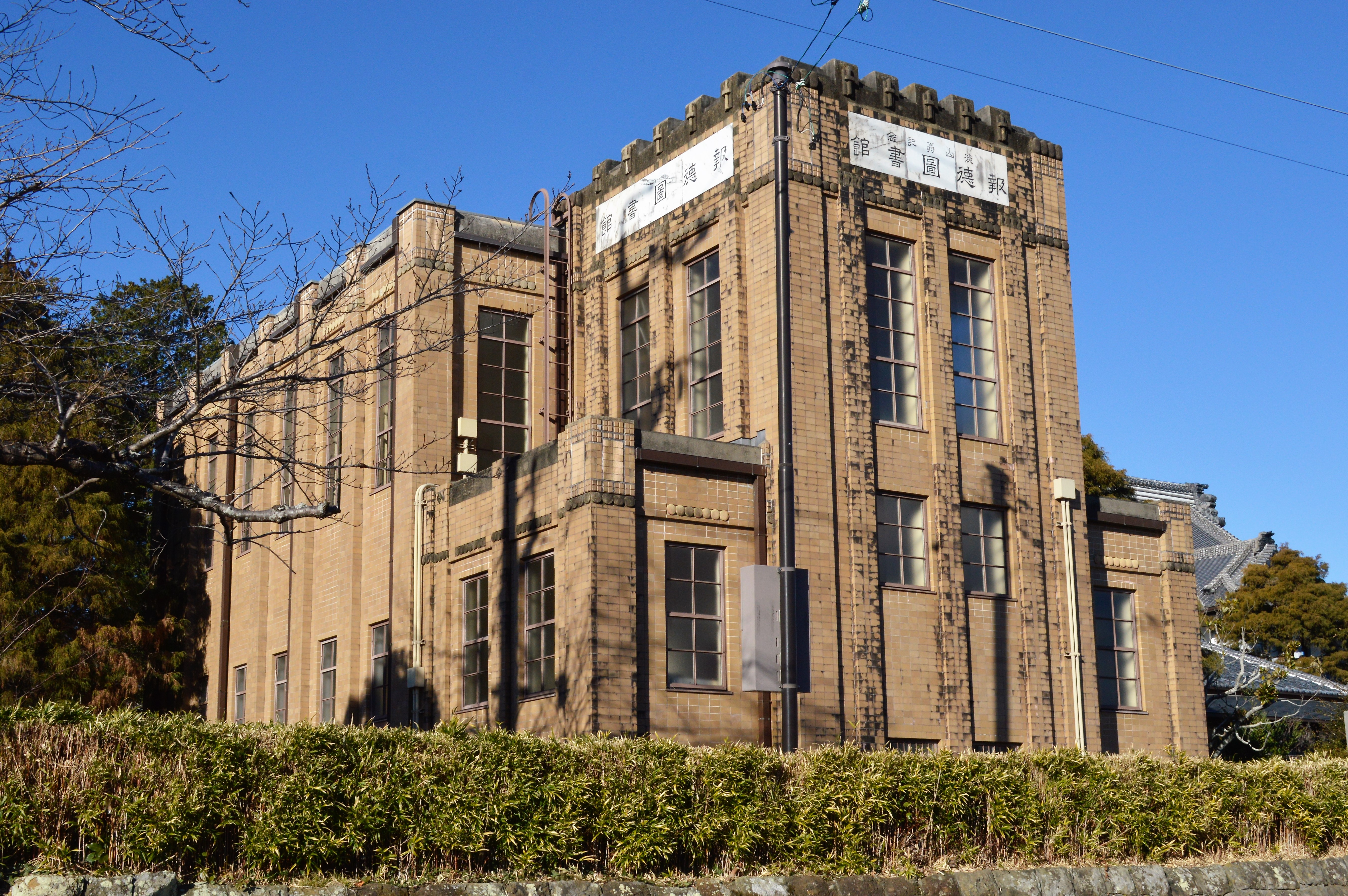
淡山翁記念報徳図書館（静岡県指定有形文化財）

本社所在地は静岡県掛川市掛川1176番地。2001年からは元掛川市長の榛村純一が社長を務めていたが、2018年の死去に伴い、鷲山恭彦が第8代社長に就任した。
元静岡県教育委員会所管の社団法人であり、現在は内閣総理大臣認定の公益社団法人。二宮尊徳の弟子である岡田佐平治が設立した「遠江国報徳社」を起源としており、「報徳思想」の普及活動などを行っている。
報徳思想とは、小田原藩家老家の財政改革や下野国桜町の農村復興運動を指揮した二宮尊徳が、自身の思想を体系化した経済学説・思想の一つである。大日本報徳社の下部組織として全国の各地域、各職域に社団法人として「報徳社」が設置されており、大日本報徳社はそれらを統括する最上位組織として位置づけられている。
皇室との縁も深く、昭和5年には昭和天皇が大日本報徳社の本社に行幸した。また、昭和13年、有栖川宮家の邸宅が宮内省から下賜されることになり、東京府東京市から大日本報徳社の本社に移築されている。

## 大日本報徳社建造物群

### 建築の経緯
大日本報徳社は、掛川城すぐ東側、江戸時代までは掛川藩士の屋敷があったと見られる場所に立地しており、登記面積は4,019.81m2である。経緯と時期は不明だが、廃藩置県後に岡田佐平治の子良一郎が始めた掛川農学社の所有地となり、現在大講堂のある場所には農学社学寮が建てられ、周辺にも無尽蔵舎、土蔵などが建てられた。明治17年（1885年）5月、この農学社が遠江国報徳社の第3館（第1館は浜松、第2館は見付（現在の磐田市中心部））となり、農学社の演説会などが行われた。明治34年（1901年）9月25日、見付の第2館で行われた遠江国報徳社幹事会において、掛川の第3館に公会堂を建築することが議決された。これにより公会堂が建築される。明治44年（1924年）、良一郎は遠江国報徳社を全国的な組織とするため「大日本報徳社」と改称、本社を掛川に移す。大正13年（1924年）には全国約700社の報徳社が大合同した。昭和初期にかけて敷地内に報徳図書館、仰徳館などが建築され、現在に至っている。
また、冀北学舎は、もともと明治10年に岡田良一郎が自邸に開いた私塾であったが、明治32年に建物がこの地に移築された。静岡県の有形文化財に指定されている。なお、岡田の開いた冀北学舎は、のちの静岡県立掛川西高等学校の源流となっている。

### 大講堂（遠江国報徳社公会堂）

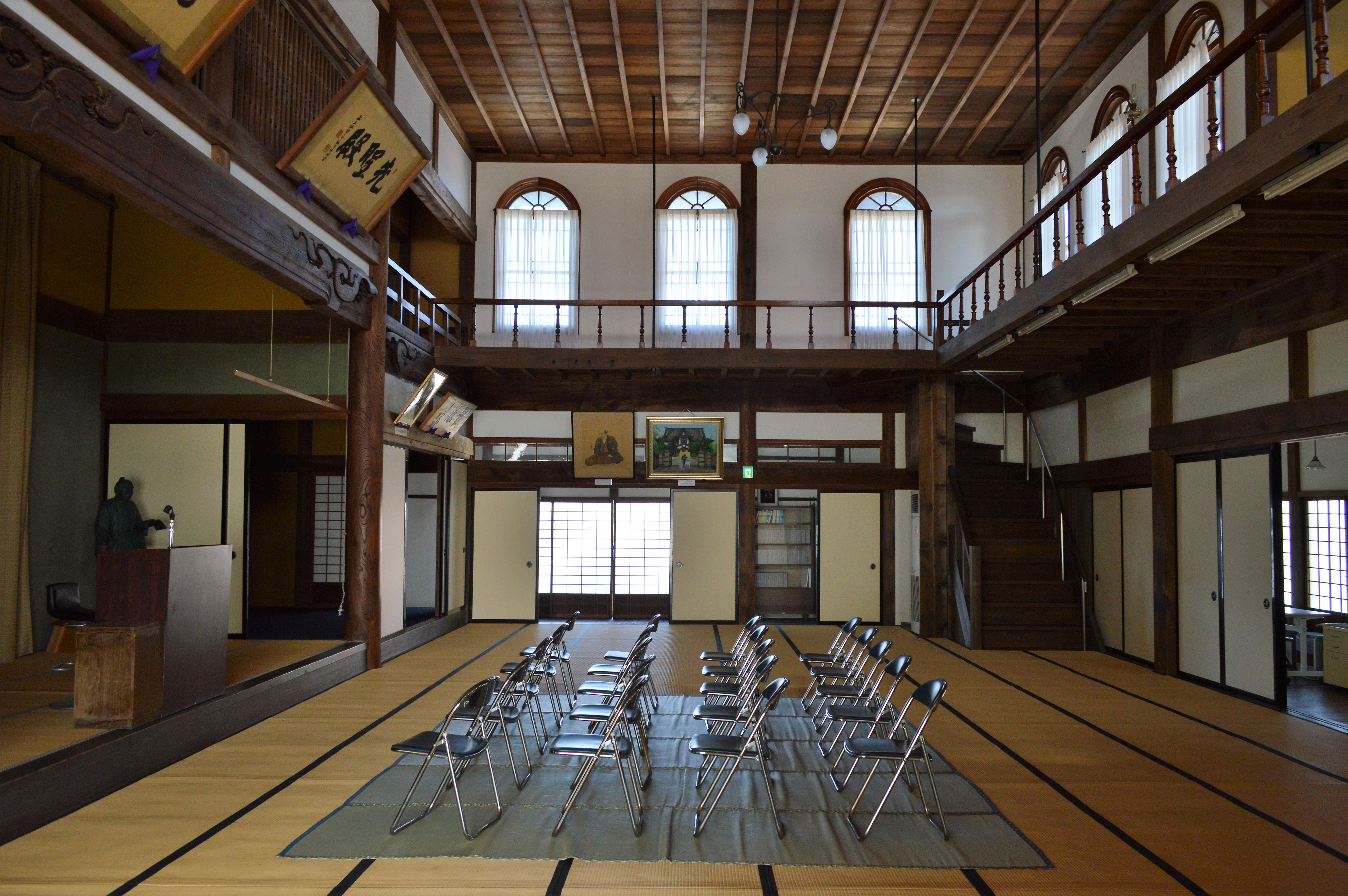
大講堂大広間

大日本報徳社の中心的な建物である。明治35年1月に寄付金募集に着手し、約半年で寄付金が1万円以上に達し、同年7月1日に起工式を行った。翌年4月5日に竣工し、落成式が盛大に行われている。建築当初から大正年間には公会堂と呼ばれていたが、昭和の初期から講堂と記されることが多くなり、現在は大講堂と呼ばれている。
施工は地元業者の馬場組による。建物は木造2階建て正面は9間（20m）、奥行きは7間（15.9m）。入母屋作りで屋根は瓦葺きだが、窓の上部が半円形になっている、装飾が施された円柱があるなど、伝統を重んじながらも積極的に洋風を取り入れようとした、当時の洋風化への時代を反映した建築となっている。総工費は11,629円17銭3厘。内部は講堂となっており、奥に右から「先聖殿」「先農殿」と額がかかっているが、これはそれぞれ二宮尊徳、佐藤信淵を祀ったものである。会場は月一度行われる報徳思想の教化と普及を図る常会の会場として使用し、現在に至っているが、その後も報徳学園の講義室や結婚式場として利用されてきた。

#### 修理・調査・文化財指定など
昭和36年（1961年）、施設の充実・整備を図るために大修理が行われ、昭和52年（1977年）には結婚式場としての改装が行われている。また、平成16年（2004年）から19年にかけては、建築から100年あまりの歳月を経て痛みが激しくなったことに加え、防災対策が求められるようになったことから、事前の大規模な調査を経て、本格的な解体修理工事を行った。工事では当初材は極力利用に努め、腐朽・破損部は補修を行った。
平成21年（2009年）6月30日、大講堂は国の重要文化財に指定された。

### 正門（右：道徳門　左：経済門）

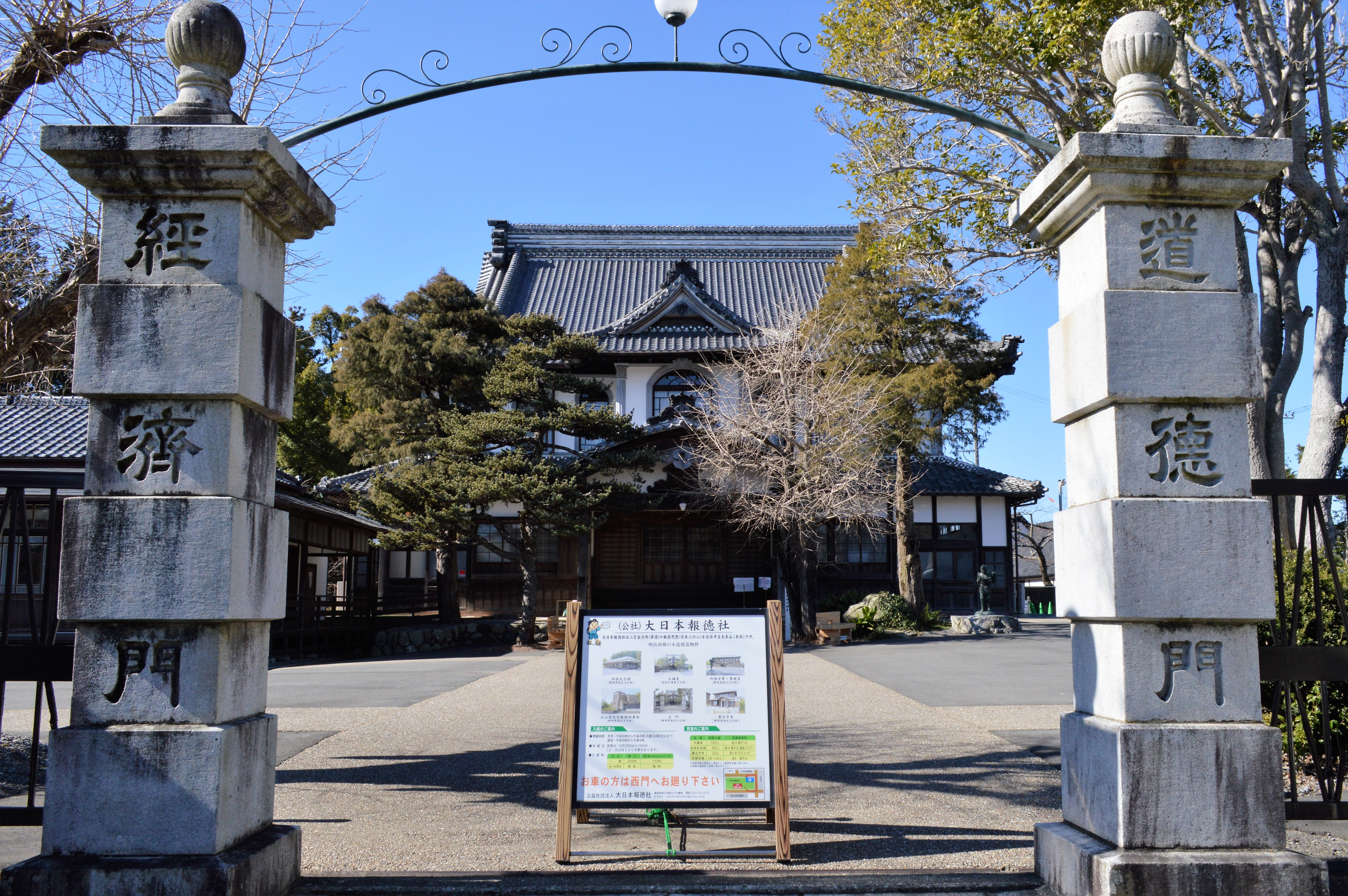
正門（道徳門と経済門）

明治42年（1909年）2月に建設された。花崗岩製の2本の門柱からなっており、右に「道徳門」、左に「経済門」と刻字されており、道徳と経済の調和した社会づくりを目指す報徳の教えを象徴している。道徳門と経済門の名は、報徳の教えの中の「天地の徳に報いるには、内にあっては天賦の良心を養成（道徳）し、外にあっては、天地の恵みである作物の育成を助ける（経済）ことである。」に由来する。

### 仰徳記念館

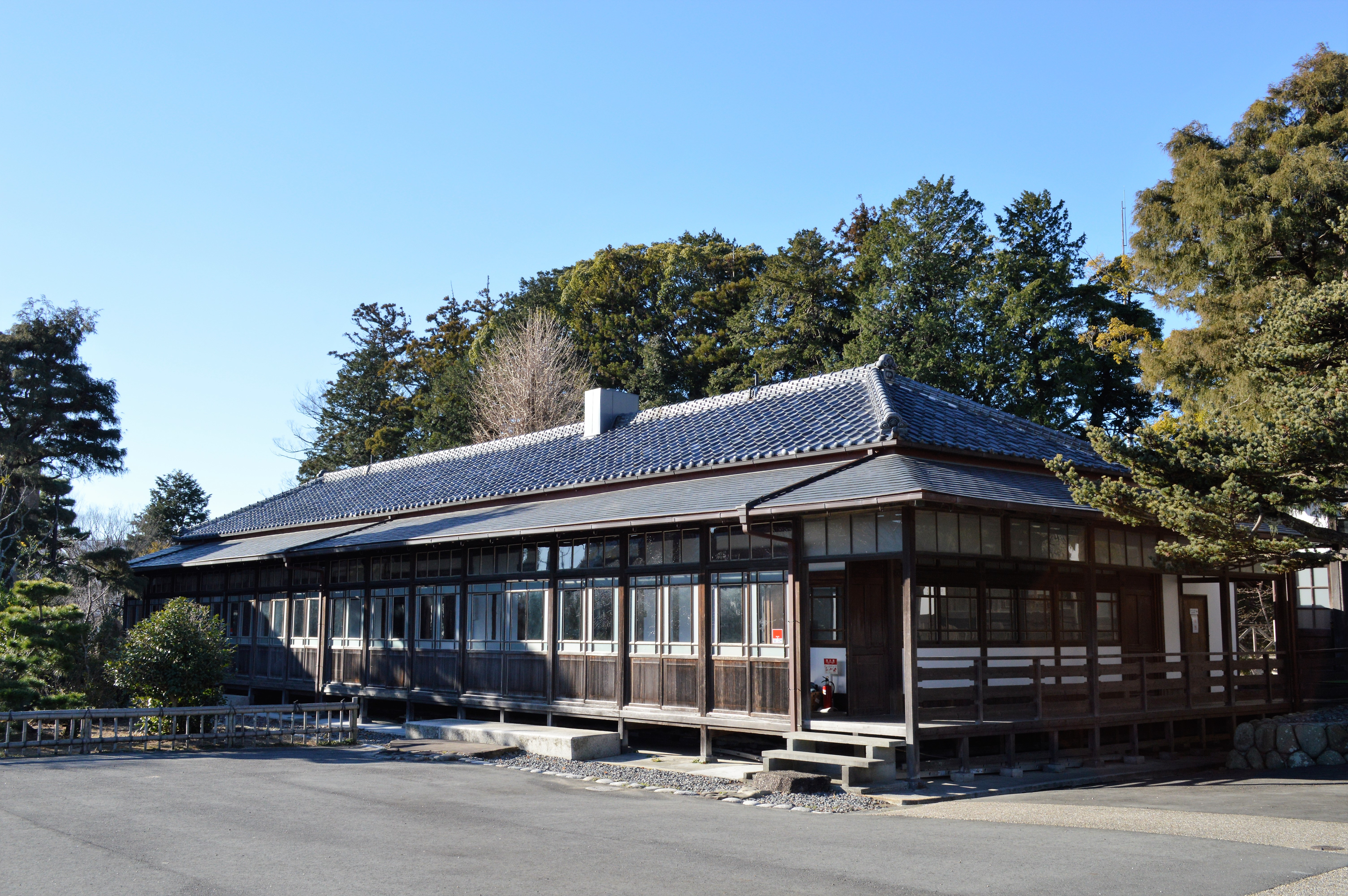
仰徳記念館

仰徳記念館は明治17年（1884年）有栖川宮熾仁親王邸として建てられたものの一部であり、昭和13年（1938年）に大日本報徳社に下賜され、現在地に移築された。正面14.5間、奥行3間の本体に廊下が取り付く木造平屋寄棟造桟瓦葺きの建物で延べ床面積269.42m2。
施設概要
- 使用材 - 柱・下屋の建具類は檜、各室と廊下境の建具・建具枠は欅[11]。
- 上屋部分 - 3室に分かれている[11]。
- 下屋部分 - 正面・背面部分が屋内廊下となっている[11]。

右側面は吹き放しの板張り廊下で大講堂につながる。

### 仰徳学寮

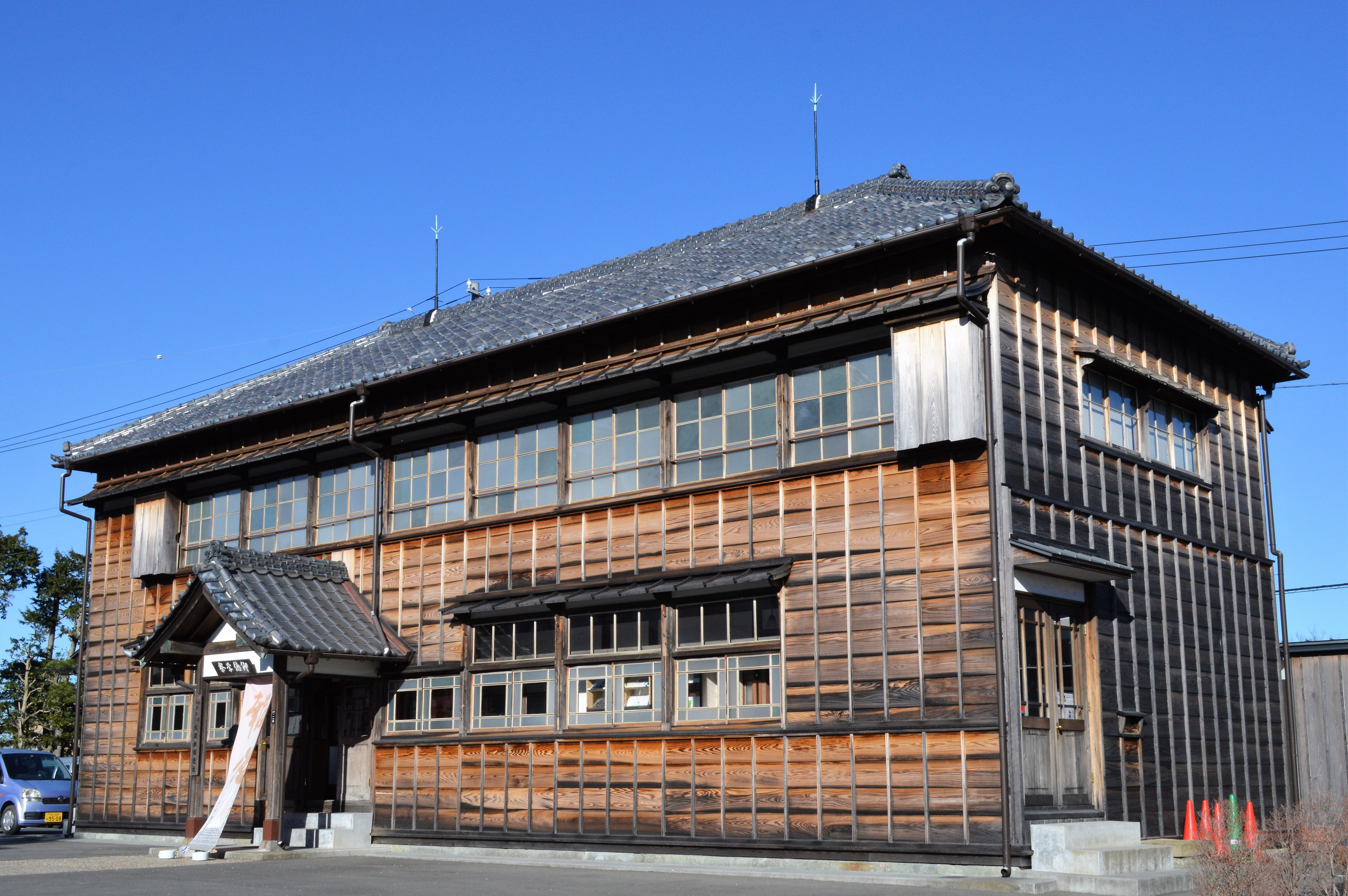
仰徳学寮

明治17年（1884年）竣工の有栖川宮邸の一部であり、同37年（1904年）からは、霞が関離宮の一部であった。大正13年（1924年）からは、帝室林野局仮庁舎として使われ、昭和13年（1938年）に大日本報徳社に移築された。

## 歴代社長
| 代               | 氏名             | 氏名             | 就任日           | 退任日           | 他の主要な経歴       |
| 遠江国報徳社社長 | 遠江国報徳社社長 | 遠江国報徳社社長 | 遠江国報徳社社長 | 遠江国報徳社社長 | 遠江国報徳社社長     |
| ---------------- | ---------------- | ---------------- | ---------------- | ---------------- | -------------------- |
| 1                |                  | 岡田佐平治       | 1875年11月12日   | 1876年4月20日    | 掛川藩大庄屋         |
| 2                |                  | 岡田良一郎       | 1876年4月20日    | 1911年           | 衆議院議員           |
| 大日本報徳社社長 |                  |                  |                  |                  |                      |
| 1                |                  | 岡田良一郎       | 1911年           | 1912年1月29日    | 衆議院議員           |
| 2                |                  | 岡田良平         | 1912年1月29日    | 1934年3月23日    | 文部大臣             |
| 3                |                  | 一木喜德郞       | 1934年4月27日    | 1944年12月17日   | 枢密院議長           |
| 4                |                  | 河井彌八         | 1945年2月27日    | 1960年7月21日    | 参議院議長           |
| 5                |                  | 戸塚九一郎       | 1961年6月24日    | 1973年10月13日   | 労働大臣             |
| 6                |                  | 神谷慶治         | 1974年2月27日    | 1998年10月26日   | 東京大学農学部学部長 |
| 7                |                  | 榛村純一         | 2001年12月10日   | 2018年3月7日     | 掛川市市長           |
| 8                |                  | 鷲山恭彦         | 2018年3月14日    | （現職）         | 東京学芸大学学長     |

- 社長としての代数については、遠江国報徳社と大日本報徳社を通算して数える場合もある。その場合、たとえば榛村純一なら「第8代社長」と表記される。

## 関連人物
- 石黒忠篤
- 一木喜徳郎
- 岡田良一郎
- 岡田良平
- 河井彌八
- 渋沢栄一
- 榛村純一
- 竹山祐太郎
- 土光敏夫
- 二宮尊徳
- 松下幸之助
- 三戸岡道夫
- 安田善次郎
- 鷲山恭平
- 鈴木藤三郎